# 2009–2010-es UEFA-bajnokok ligája (selejtezők)

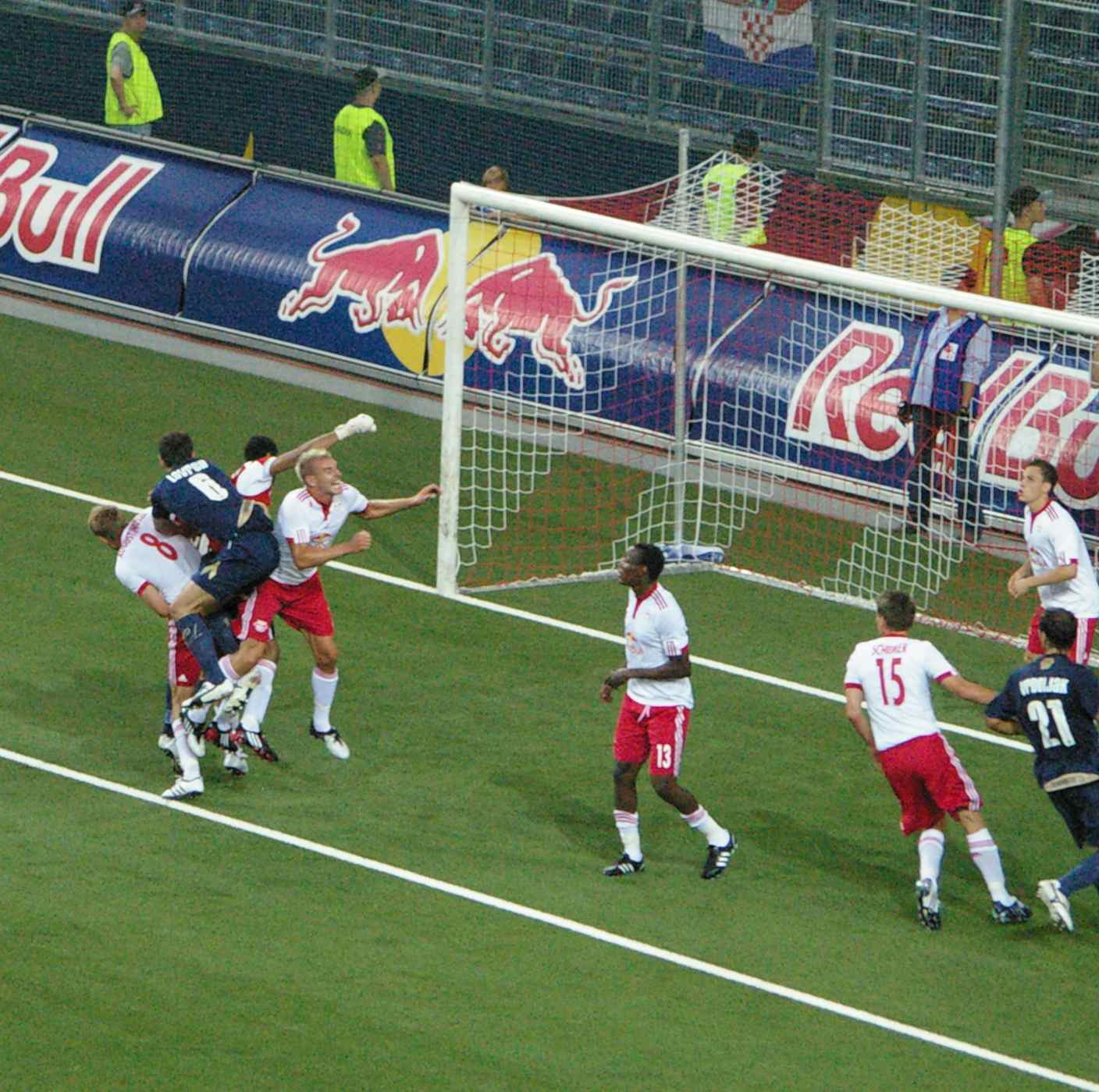
Az FC Salzburg–Dinamo Zagreb (1–1) mérkőzése a harmadik selejtezőkörben 2009. július 29-én

A 2009–2010-es UEFA-bajnokok ligája selejtezői négy fordulóban bonyolították le 2009. június 30. és augusztus 26. között. A rájátszás párosításainak győztesei jutottak be a csoportkörbe.

## 1. selejtezőkör
| 1. csapat     | Össz.Tooltip Aggregate score | 2. csapat     | 1. mérk. | 2. mérk.   |
| ------------- | ---------------------------- | ------------- | -------- | ---------- |
| Hibernians FC | 0–6                          | FK Mogren     | 0–2      | 0–4        |
| SP Tre Fiori  | 2–2 (t. 4–5)                 | UE Sant Julià | 1–1      | 1–1 (h.u.) |

Megjegyzés
1A sorsoláson eredetileg a Sant Julià kapta az első mérkőzés pályaválasztói jogát, ám ezt megcserélték, így a Tre Fiori játszotta otthon az első találkozót.

### 1. mérkőzések
Az időpontok közép-európai idő/közép-európai nyári idő szerint értendők.
| 2009. június 30. 18:30 |

| Hibernians FC | 0–2               | FK Mogren              |
| ------------- | ----------------- | ---------------------- |
|               | (0–1) Jegyzőkönyv | Ćetković 32' Grbić 88' |

| Centenary Stadion, Ta’ Qali2 Nézőszám: 620 Játékvezető: Luc Wilmes (luxemburgi) |

| 2009. július 1. 20:30 |

| SP Tre Fiori | 1–1               | UE Sant Julià                  |
| ------------ | ----------------- | ------------------------------ |
| Andreini 75' | (0–1) Jegyzőkönyv | Xinos 42' (11-esből) Muñoz 60′ |

| Montecchio, San Marino3 Nézőszám: 564 Játékvezető: Damir Batinić (horvát) |

Megjegyzés
²A mérkőzést a Ta’ Qali-i Centenary Stadionban játszották.
³A mérkőzést a San Marinó-i Montecchioban játszották.

### 2. mérkőzések
| 2009. július 7. 19:00 |

| UE Sant Julià                               | 1–1 (h. u.)                 | SP Tre Fiori                                        |
| ------------------------------------------- | --------------------------- | --------------------------------------------------- |
| Moreira 39'                                 | (1–0, 1–1, 1–1) Jegyzőkönyv | Canarezza 82' Simoncini 26′, 60′                    |
| Büntetőpárbaj                               |                             |                                                     |
| Xinos Varela Machado Matamala Mejias Wagner | 5–4                         | Lisi Andreini Ballanti Giunta Benedettini Rodriguez |

| Camp d’Esports d’Aixovall, Andorra la Vella4 Nézőszám: 800 Játékvezető: Sokol Jareci (albán) |

| 2009. július 8. 20:30 |

| FK Mogren                            | 4–0               | Hibernians FC |
| ------------------------------------ | ----------------- | ------------- |
| Milić 41' Grbić 45' 79' Ćetković 51' | (2–0) Jegyzőkönyv |               |

| Stadion Pod Goricom, Podgorica5 Nézőszám: 3000 Játékvezető: Huw Jones (walesi) |

Megjegyzés
4A mérkőzést az Andorra la Vella-i Camp d’Esports d’Aixovallban játszották.
5A mérkőzést a podgoricai Stadion Pod Goricomban játszották, mivel a Mogren stadionja, a Stadion Lugovi hamarosan lebontásra kerül.

## 2. selejtezőkör
| 1. csapat           | Össz.Tooltip Aggregate score | 2. csapat            | 1. mérk. | 2. mérk. |
| ------------------- | ---------------------------- | -------------------- | -------- | -------- |
| EB/Streymur         | 0–5                          | APÓEL                | 0–2      | 0–3      |
| FK Makedonija       | 0–4                          | FK BATE Bariszav     | 0–2      | 0–2      |
| FA Pjunik           | 0–3                          | GNK Dinamo Zagreb    | 0–0      | 0–3      |
| FK Ekranas          | 4–6                          | Bakı FK              | 2–2      | 2–4      |
| Rhyl FC             | 0–12                         | FK Partizan          | 0–4      | 0–8      |
| PFK Levszki Szofija | 9–0                          | UE Sant Julià        | 4–0      | 5–0      |
| Zrinjski            | 1–4                          | ŠK Slovan Bratislava | 1–0      | 0–4      |
| FC Inter Turku      | 0–2                          | FC Sheriff           | 0–1      | 0–1      |
| KF Tirana           | 1–5                          | Stabæk IF            | 1–1      | 0–4      |
| SZK WIT Georgia     | 1–3                          | NK Maribor           | 0–0      | 1–3      |
| FC København        | 12–0                         | FK Mogren            | 6–0      | 6–0      |
| Debreceni VSC       | 3–3 (i.g.)                   | Kalmar FF            | 2–0      | 1–3      |
| FK Ventspils        | 6–1                          | F91 Dudelange        | 3–0      | 3–1      |
| FH Hafnarfjördur    | 0–6                          | Aktöbe FK            | 0–4      | 0–2      |
| FC Salzburg         | 2–1                          | Bohemian FC          | 1–1      | 1–0      |
| MK Makkabi Haifa    | 10–0                         | Glentoran FC         | 6–0      | 4–0      |
| Wisła Kraków        | 1–2                          | FC Levadia           | 1–1      | 0–1      |

### 1. mérkőzések
| 2009. július 14. 17:00 |

| FK Makedonija | 0–2               | FK BATE Bariszav       |
| ------------- | ----------------- | ---------------------- |
|               | (0–1) Jegyzőkönyv | Krivec 40' Szkavis 50' |

| Gradszki, Szkopje6 Nézőszám: 3000 Játékvezető: Peter Rasmussen (játékvezető) (dán) |

| 2009. július 14. 17:00 |

| FA Pjunik | 0–0             | GNK Dinamo Zagreb |
| --------- | --------------- | ----------------- |
|           | ((Jegyzőkönyv)) |                   |

| Hanrapetakan Stadion, Jereván Nézőszám: 2500 Játékvezető: Paolo Tagliavento (olasz) |

| 2009. július 14. 20:00 |

| EB/Streymur | 0–2               | APÓEL                                 |
| ----------- | ----------------- | ------------------------------------- |
|             | (0–1) Jegyzőkönyv | Mirosavljević 11' Marcin Żewłakow 77' |

| Tórsvøllur, Tórshavn7 Nézőszám: 300 Játékvezető: Oriekhov (Ukrán labdarúgó-szövetség) |

| 2009. július 14. 20:00 |

| FK Ekranas                        | 2–2               | Bakı FK                        |
| --------------------------------- | ----------------- | ------------------------------ |
| Bička 52' (11-esből) Trakys 90+3' | (0–0) Jegyzőkönyv | Felipe 78' Rocha Batista 90+1' |

| Aukštaitija Stadion, Panevėžys Nézőszám: 3200 Játékvezető: Sascha Kever (svájci) |

| 2009. július 14. 20:45 |

| Rhyl FC | 0–4               | FK Partizan                                         |
| ------- | ----------------- | --------------------------------------------------- |
|         | (0–3) Jegyzőkönyv | Krstajić 17' Cléo 18' Diarra 45' Nenad Đorđević 69' |

| Belle Vue, Rhyl Nézőszám: 1726 Játékvezető: César Muñiz Fernández (spanyol) |

| 2009. július 15. 17:00 |

| FK Ventspils                        | 3–0               | F91 Dudelange |
| ----------------------------------- | ----------------- | ------------- |
| Butriks 79' Kačanovs 86' Rimkus 87' | (0–0) Jegyzőkönyv |               |

| Ventspils Olimpiskais Stadions, Ventspils Nézőszám: 2300 Játékvezető: Marcin Borski (lengyel) |

| 2009. július 15. 17:30 |

| FC Inter Turku | 0–1               | FC Sheriff             |
| -------------- | ----------------- | ---------------------- |
|                | (0–1) Jegyzőkönyv | Suvorov 42' (11-esből) |

| Turku Stadion, Turku Nézőszám: 5108 Játékvezető: Szabó Zsolt (játékvezető) (magyar) |

| 2009. július 15. 18:00 |

| SZK WIT Georgia      | 0–0             | NK Maribor |
| -------------------- | --------------- | ---------- |
| Klimiasvili 64′, 83′ | ((Jegyzőkönyv)) |            |

| Miheil Meszhisz Stadion, Tbiliszi8 Nézőszám: 7000 Játékvezető: Hannes Kaasik (észt) |

| 2009. július 15. 18:45 |

| PFK Levszki Szofija                            | 4–0               | UE Sant Julià                   |
| ---------------------------------------------- | ----------------- | ------------------------------- |
| Taszevszki 50' G. Hrisztov 64' 72' Gadzsev 82' | (0–0) Jegyzőkönyv | Abdian 29′, 54′ Romero 33′, 80′ |

| Georgi Aszparuhov Stadion, Szófia Nézőszám: 11 000 Játékvezető: Levan Paniasvili (grúz) |

| 2009. július 15. 19:50 |

| MK Makkabi Haifa                                                  | 6–0               | Glentoran FC |
| ----------------------------------------------------------------- | ----------------- | ------------ |
| Rafaelov 37' Katan 53' Dvalisvili 57' 81' Arbeitman 83' Gadir 89' | (1–0) Jegyzőkönyv |              |

| Kirjat Eliezer Stadion, Haifa Nézőszám: 11 500 Játékvezető: Alekszej Valerjevics Nyikolajev (orosz) |

| 2009. július 15. 20:00 |

| Debreceni VSC      | 2–0               | Kalmar FF |
| ------------------ | ----------------- | --------- |
| Varga 73' Kiss 86' | (0–0) Jegyzőkönyv |           |

| Oláh Gábor utcai stadion, Debrecen Nézőszám: 9000 Játékvezető: Fredy Fautrel (francia) |

| 2009. július 15. 20:00 |

| KF Tirana | 1–1               | Stabæk IF    |
| --------- | ----------------- | ------------ |
| Mukaj 50' | (0–1) Jegyzőkönyv | Kobajasi 34' |

| Qemal Stafa Stadion, Tirana9 Játékvezető: Robert Schörgenhofer (osztrák) |

| 2009. július 15. 20:15 |

| FC København                                                                | 6–0               | FK Mogren |
| --------------------------------------------------------------------------- | ----------------- | --------- |
| Kristensen 8' Zanka Jørgensen 16' Almeida 24' N'Doye 69' 74' Nordstrand 82' | (3–0) Jegyzőkönyv |           |

| Parken Stadion, Koppenhága Nézőszám: 12 226 Játékvezető: Selçuk Dereli (török) |

| 2009. július 15. 20:30 |

| FC Salzburg | 1–1               | Bohemian FC |
| ----------- | ----------------- | ----------- |
| Dudić 25'   | (1–0) Jegyzőkönyv | Ndo 60'     |

| Wals Siezenheim Stadion, Salzburg Nézőszám: 12 300 Játékvezető: Nicolai Vollquartz (dán) |

| 2009. július 15. 20:30 |

| Zrinjski   | 1–0               | ŠK Slovan Bratislava |
| ---------- | ----------------- | -------------------- |
| Kordić 48' | (0–0) Jegyzőkönyv |                      |

| Bijeli Brijeg Stadion, Mostar Nézőszám: 7400 Játékvezető: Douglas Mcdonald (skót) |

| 2009. július 15. 20:30 |

| Wisła Kraków   | 1–1               | FC Levadia Tallinn   |
| -------------- | ----------------- | -------------------- |
| Ćwielong 90+3' | (0–1) Jegyzőkönyv | Nyikita Andrejev 41' |

| Stadion Ludowy, Sosnowiec10 Nézőszám: 3000 Játékvezető: Tommy Skjerven (norvég) |

| 2009. július 15. 21:15 |

| FH Hafnarfjördur     | 0–4               | Aktöbe FK                                   |
| -------------------- | ----------------- | ------------------------------------------- |
| Guðmundsson 43′, 54′ | (0–0) Jegyzőkönyv | Tlesev 48' Golovszkoj 57' 85' Hajrullin 70' |

| Kaplakriki, Hafnarfjörður Nézőszám: 2000 Játékvezető: Robert Malek (lengyel) |

Megjegyzés
6A mérkőzést a szkopjei Gradszkiban játszották, mivel a Makedonija stadionja, a Gjorcse Petrov-i stadion nem felel meg az UEFA előírásainak.
7A mérkőzést a tórshavni Tórsvøllur Stadionban játszották, mivel a EB/Streymur stadionja, a Við Margáir nem felel meg az UEFA előírásainak.
8A mérkőzést a tbiliszi Miheil Meszhisz Stadionban játszották, mivel a WIT Georgia stadionja, a Armazisz Stadion nem felel meg az UEFA előírásainak.
9A mérkőzést a tiranai Qemal Stafa Stadionban játszották, mivel a Tirana stadionja, a Selman Stërmasi Stadion nem felel meg az UEFA előírásainak.
10A mérkőzést a sosnowieci Stadion Ludowyban játszották, mivel a Wisła Kraków stadionja, a Stadion im. Henryka Reymana átépítés alatt áll.

### 2. mérkőzések
| 2009. július 21. 17:00 |

| Bakı FK                               | 4–2               | FK Ekranas                  |
| ------------------------------------- | ----------------- | --------------------------- |
| Felipe 59' 77' Mujiri 65' Šolić 90+1' | (0–0) Jegyzőkönyv | Matovič 81' Gleveckas 90+2' |

| Tofik Bahramov Stadion, Baku Nézőszám: 20 000 Játékvezető: Serge Gumienny (belga) |

| 2009. július 21. 18:00 |

| FK BATE Bariszav             | 2–0               | FK Makedonija |
| ---------------------------- | ----------------- | ------------- |
| Sosnovski 83' Rodionov 90+3' | (0–0) Jegyzőkönyv |               |

| Haradszki Stadion, Bariszav Nézőszám: 3000 Játékvezető: Tony Asumaa (finn) |

| 2009. július 21. 18:45 |

| UE Sant Julià | 0–5               | PFK Levszki Szofija                                           |
| ------------- | ----------------- | ------------------------------------------------------------- |
|               | (0–3) Jegyzőkönyv | Ognyanov 23' 40' Jovov 34' Cacsev 83' Kirov 87' Isza 27′, 44′ |

| Camp d’Esports d’Aixovall, Andorra la Vella Nézőszám: 230 Játékvezető: Jouni Hyytiä (finn) |

| 2009. július 21. 19:00 |

| FC Sheriff             | 1–0               | FC Inter Turku |
| ---------------------- | ----------------- | -------------- |
| Suvorov 69' (11-esből) | (0–0) Jegyzőkönyv |                |

| Sheriff Stadion, Tiraspol Nézőszám: 11 000 Játékvezető: Carlos Velasco Carballo (spanyol) |

| 2009. július 21. 19:00 |

| APÓEL                                           | 3–0               | EB/Streymur |
| ----------------------------------------------- | ----------------- | ----------- |
| M. Żewłakow 42' Alexándru 63' Mirosavljević 75' | (1–0) Jegyzőkönyv |             |

| GSzP Stadion, Nicosia Nézőszám: 9054 Játékvezető: Cyril Zimmermann (svájci) |

| 2009. július 21. 19:30 |

| ŠK Slovan Bratislava                      | 4–0               | Zrinjski |
| ----------------------------------------- | ----------------- | -------- |
| Halenár 13' 60' Gaúcho 19' Sylvestr 90+2' | (2–0) Jegyzőkönyv |          |

| Tehelné pole, Pozsony Nézőszám: 13 850 Játékvezető: Said Ennjimi (francia) |

| 2009. július 21. 20:30 |

| NK Dinamo Zagreb                    | 3–0               | FA Pjunik Jerevan |
| ----------------------------------- | ----------------- | ----------------- |
| Mandžukić 30' Badelj 61' Lovren 66' | (1–0) Jegyzőkönyv |                   |

| Maksimir Stadion, Zágráb Nézőszám: zárt kapuk mögött11 Játékvezető: Duarte Nuno Pereira Gomes (portugál) |

| 2009. július 21. 20:45 |

| Stabæk IF                                    | 4–0               | KF Tirana     |
| -------------------------------------------- | ----------------- | ------------- |
| Segerström 15' 17' Berglund 44' Farnerud 55' | (3–0) Jegyzőkönyv | Mohellebi 74′ |

| Telenor Arena, Oslo Nézőszám: 4783 Játékvezető: Thorsten Kinhöfer (német) |

| 2009. július 21. 20:45 |

| FK Partizan                                                                        | 8–0               | Rhyl FC |
| ---------------------------------------------------------------------------------- | ----------------- | ------- |
| Diarra 4' Cléo 17' 51' 72' (11-esből) Nenad Đorđević 20' Ilić 38' 63' Petrović 66' | (4–0) Jegyzőkönyv |         |

| Stadion Partizana, Belgrád Nézőszám: 9321 Játékvezető: Markus Strömbergsson (svéd) |

| 2009. július 22. 17:00 |

| Aktöbe FK              | 2–0               | FH Hafnarfjördur |
| ---------------------- | ----------------- | ---------------- |
| Szmakov 20' Tlesev 67' | (1–0) Jegyzőkönyv |                  |

| Centralni Stadion, Aktöbe Játékvezető: Kulbakov (Fehérorosz labdarúgó-szövetség) |

| 2009. július 22. 18:00 |

| F91 Dudelange                         | 1–3               | FK Ventspils                            |
| ------------------------------------- | ----------------- | --------------------------------------- |
| Daniel Da Mota 15' Françoise 62′, 69′ | (1–1) Jegyzőkönyv | Astafjevs 27' Butriks 57' Mihadjuks 67' |

| Stade Jos Nosbaum, Dudelange Nézőszám: 1165 Játékvezető: Martin Ingvarsson (svéd) |

| 2009. július 22. 18:00 |

| FC Levadia Tallinn | 1–0               | Wisła Kraków |
| ------------------ | ----------------- | ------------ |
| Ivanov 89'         | (0–0) Jegyzőkönyv |              |

| Kadrioru Staadion, Tallinn Nézőszám: 2000 Játékvezető: Cüneyt Çakır (török) |

| 2009. július 22. 19:00 |

| Kalmar FF                         | 3–1               | Debreceni VSC           |
| --------------------------------- | ----------------- | ----------------------- |
| Elm 19' 71' (11-esből) Mendes 32' | (2–1) Jegyzőkönyv | Varga 13' Máté 71′, 86′ |

| Fredriksskans, Kalmar Nézőszám: 3886 Játékvezető: Sztanyiszlav Valerjevics Szuhina (orosz) |

| 2009. július 22. 19:50 |

| Glentoran FC | 0–4               | MK Makkabi Haifa                          |
| ------------ | ----------------- | ----------------------------------------- |
|              | (0–1) Jegyzőkönyv | Bello 9' 53' Masilela 62' Arbeitman 90+2' |

| The Oval, Belfast Játékvezető: Espen Berntsen (norvég) |

| 2009. július 22. 20:30 |

| Bohemian FC | 0–1               | FC Salzburg |
| ----------- | ----------------- | ----------- |
|             | (0–0) Jegyzőkönyv | Ježek 86'   |

| Dalymount Park, Dublin Játékvezető: Sztavrev (Macedón labdarúgó-szövetség) |

| 2009. július 22. 20:35 |

| FK Mogren | 0–6               | FC København                                                       |
| --------- | ----------------- | ------------------------------------------------------------------ |
|           | (0–4) Jegyzőkönyv | N'Doye 10' 40' Nordstrand 16' Vingaard 43' Delaney 47' Almeida 87' |

| Stadion Pod Goricom, Podgorica12 Nézőszám: 2000 Játékvezető: Alexandru Deaconu (román) |

| 2009. július 22. 20:45 |

| NK Maribor                         | 3–1               | SZK WIT Georgia |
| ---------------------------------- | ----------------- | --------------- |
| Bunderla 9' Marcos 19' Mihelič 86' | (2–1) Jegyzőkönyv | Kvarachelia 45' |

| Stadion Ljudski vrt, Maribor Játékvezető: Alexandru Dan Tudor (román) |

Megjegyzés
11A Dinamo Zagrebnek zárt kapus mérkőzést kellett játszania a szurkolói tavalyi rendbontása miatt.
12A mérkőzést a podgoricai Stadion Pod Goricomban játszották, mivel a Mogren stadionja, a Stadion Lugovi hamarosan lebontásra kerül.

## 3. selejtezőkör
| 1. csapat            | Össz.Tooltip Aggregate score | 2. csapat           | 1. mérk. | 2. mérk. |
| -------------------- | ---------------------------- | ------------------- | -------- | -------- |
| Bajnoki ág           |                              |                     |          |          |
| Aktöbe FK            | 3–4                          | MK Makkabi Haifa    | 0–0      | 3–4      |
| Bakı FK              | 0–2                          | PFK Levszki Szofija | 0–0      | 0–2      |
| FC Salzburg          | 3–2                          | NK Dinamo Zagreb    | 1–1      | 2–1      |
| ŠK Slovan Bratislava | 0–4                          | Olimbiakósz         | 0–2      | 0–2      |
| FC Zürich            | 5–3                          | NK Maribor          | 2–3      | 3–0      |
| APÓEL                | 2–1                          | FK Partizan         | 2–0      | 0–1      |
| FC Sheriff           | 1–1 (i.g.)                   | SK Slavia Praha     | 0–0      | 1–1      |
| FK Ventspils         | 2–2 (i.g.)                   | FK BATE Bariszav    | 1–0      | 1–2      |
| FC Levadia Tallinn   | 0–2                          | Debreceni VSC       | 0–1      | 0–1      |
| FC København         | 3–1                          | Stabæk IF           | 3–1      | 0–0      |
| Nem bajnoki ág       |                              |                     |          |          |
| AC Sparta Praha      | 3–4                          | Panathinaikósz      | 3–1      | 0–3      |
| RSC Anderlecht       | 6–3                          | Sivasspor           | 5–0      | 1–3      |
| Sporting CP          | 1–1 (i.g.)                   | FC Twente           | 0–0      | 1–1      |
| Celtic FC            | 2–1                          | FK Gyinamo Moszkva  | 0–1      | 2–0      |
| FK Sahtar Doneck     | 2–2 (i.g.)                   | FC Timişoara        | 2–2      | 0–0      |

### 1. mérkőzések
Bajnokcsapatok
| 2009. július 28. 17:00 |

| Bakı FK | 0–0             | PFK Levszki Szofija |
| ------- | --------------- | ------------------- |
|         | ((Jegyzőkönyv)) |                     |

| Tofik Bahramov Stadion, Baku Nézőszám: 25 500 Játékvezető: Svein Oddvar Moen (norvég) |

| 2009. július 28. 18:00 |

| Aktöbe FK | 0–0             | MK Makkabi Haifa |
| --------- | --------------- | ---------------- |
|           | ((Jegyzőkönyv)) |                  |

| Centralni Stadion, Aktöbe Nézőszám: 12 850 Játékvezető: Thomas Einwaller (osztrák) |

| 2009. július 29. 17:00 |

| FK Ventspils | 1–0               | FK BATE Bariszav |
| ------------ | ----------------- | ---------------- |
| Csirkin 64'  | (0–0) Jegyzőkönyv |                  |

| Ventspils Olimpiskais Stadions, Ventspils Nézőszám: 2950 Játékvezető: Darko Ceferin (szlovén) |

| 2009. július 29. 18:00 |

| FC Levadia | 0–1               | Debreceni VSC |
| ---------- | ----------------- | ------------- |
|            | (0–0) Jegyzőkönyv | Leandro 70'   |

| Kadrioru Staadion, Tallinn Nézőszám: 3000 Játékvezető: Bruno Miguel Duarte Paixao (portugál) |

| 2009. július 29. 19:00 |

| APÓEL                             | 2–0               | FK Partizan |
| --------------------------------- | ----------------- | ----------- |
| Mirosavljević 49' M. Żewłakow 85' | (0–0) Jegyzőkönyv |             |

| GSzP Stadion, Nicosia Nézőszám: 15 882 Játékvezető: Bjorn Kuipers (holland) |

| 2009. július 29. 19:00 |

| FC Sheriff | 0–0             | SK Slavia Praha |
| ---------- | --------------- | --------------- |
|            | ((Jegyzőkönyv)) |                 |

| Sheriff Stadion, Tiraspol Nézőszám: 12 000 Játékvezető: Alan Kelly (játékvezető) (ír) |

| 2009. július 29. 20:00 |

| ŠK Slovan Bratislava | 0–2               | Olimbiakósz                  |
| -------------------- | ----------------- | ---------------------------- |
|                      | (0–2) Jegyzőkönyv | Papadópulosz 2' Leonardo 21' |

| Tehelné pole, Pozsony Nézőszám: 21 250 Játékvezető: Claudio Circhetta (svájci) |

| 2009. július 29. 20:15 |

| FC Zürich                | 2–3               | NK Maribor                  |
| ------------------------ | ----------------- | --------------------------- |
| Vonlanthen 4' Hassli 29' | (2–2) Jegyzőkönyv | Marcos 12' 22' Pavlovič 50' |

| Letzigrund, Zürich Nézőszám: 8500 Játékvezető: Eric Braamhaar (holland) |

| 2009. július 29. 20:15 |

| FC København                           | 3–1               | Stabæk IF          |
| -------------------------------------- | ----------------- | ------------------ |
| Grønkjær 11' Santin 41' 80' (11-esből) | (2–0) Jegyzőkönyv | Pálmi Pálmason 58' |

| Parken Stadion, Koppenhága Nézőszám: 15 383 Játékvezető: Jurij Valerjevics Baszkakov (orosz) |

| 2009. július 29. 20:30 |

| FC Salzburg | 1–1               | NK Dinamo Zagreb                   |
| ----------- | ----------------- | ---------------------------------- |
| Zickler 45' | (1–0) Jegyzőkönyv | Mandžukić 63' Mandžukić 30′, 90+4′ |

| Wals Siezenheim Stadion, Salzburg Nézőszám: 15 800 Játékvezető: Pavel Kralovec (cseh) |

Nem bajnokcsapatok
| 2009. július 28. 20:00 |

| AC Sparta Praha                   | 3–1               | Panathinaikósz    |
| --------------------------------- | ----------------- | ----------------- |
| Holenda 26' Vacek 32' Kalouda 86' | (2–0) Jegyzőkönyv | Szalpingídisz 67' |

| GENERALI Arena, Prága Nézőszám: 12 058 Játékvezető: Ivan Bebek (horvát) |

| 2009. július 28. 20:45 |

| RSC Anderlecht                                            | 5–0               | Sivasspor |
| --------------------------------------------------------- | ----------------- | --------- |
| De Sutter 17' 76' Boussoufa 22' Chatelle 32' Frutos 90+1' | (3–0) Jegyzőkönyv |           |

| Constant Vanden Stock Stadion, Brüsszel Játékvezető: Craig Alexander Thomson (skót) |

| 2009. július 29. 19:00 |

| FK Sahtar Doneck            | 2–2               | FC Timişoara  |
| --------------------------- | ----------------- | ------------- |
| Hladkij 60' Fernandinho 86' | (0–1) Jegyzőkönyv | Bucur 20' 80' |

| RSZK Olimpijszkij, Doneck Nézőszám: 18 000 Játékvezető: Eduardo Iturralde González (spanyol) |

| 2009. július 29. 20:45 |

| Celtic FC | 0–1               | FK Gyinamo Moszkva |
| --------- | ----------------- | ------------------ |
|           | (0–1) Jegyzőkönyv | Kokorin 7'         |

| Celtic Park, Glasgow Nézőszám: 54 184 Játékvezető: Nicola Rizzoli (olasz) |

| 2009. július 29. 21:45 |

| Sporting CP | 0–0             | FC Twente    |
| ----------- | --------------- | ------------ |
|             | ((Jegyzőkönyv)) | Boschker 24′ |

| Estádio José Alvalade, Lisszabon Nézőszám: 37 313 Játékvezető: Felix Brych (német) |

### 2. mérkőzések
Bajnokcsapatok
| 2009. augusztus 4. 19:50 |

| MK Makkabi Haifa                         | 4–3               | Aktöbe FK                                 |
| ---------------------------------------- | ----------------- | ----------------------------------------- |
| Katan 26' Golasza 34' Dvalisvili 59' 62' | (2–3) Jegyzőkönyv | Averchenko 8' Chichulin 13' Hajrullin 15' |

| Kirjat Eliezer Stadion, Haifa Nézőszám: 12 000 Játékvezető: Serge Gumienny (belga) |

| 2009. augusztus 4. 20:15 |

| NK Dinamo Zagreb | 1–2               | FC Salzburg            |
| ---------------- | ----------------- | ---------------------- |
| Papadópulosz 47' | (0–1) Jegyzőkönyv | Švento 33' Nelisse 83' |

| Maksimir Stadion, Zágráb Nézőszám: 20 000 Játékvezető: Alain Hamer (luxemburgi) |

| 2009. augusztus 5. 18:00 |

| FK BATE Bariszav | 2–1               | FK Ventspils                    |
| ---------------- | ----------------- | ------------------------------- |
| Krivec 43' 57'   | (1–1) Jegyzőkönyv | Ţîgîrlaş 14' Csirkin 35′, 90+5′ |

| Haradszki Stadion, Bariszav Nézőszám: 5 500 Játékvezető: Alexandru Dan Tudor (román) |

| 2009. augusztus 5. 19:30 |

| PFK Levszki Szofija       | 2–0               | Bakı FK |
| ------------------------- | ----------------- | ------- |
| Jovov 64' G. Hrisztov 80' | (0–0) Jegyzőkönyv |         |

| Georgi Aszparuhov Stadion, Szófia Nézőszám: 13 500 Játékvezető: Stefan Johannesson (svéd) |

| 2009. augusztus 5. 20:00 |

| SK Slavia Praha | 1–1               | FC Sheriff     |
| --------------- | ----------------- | -------------- |
| Hloušek 15'     | (1–0) Jegyzőkönyv | Ferreira 90+3' |

| Stadion Eden, Prága Nézőszám: 13 483 Játékvezető: Gianluca Rocchi (olasz) |

| 2009. augusztus 5. 20:00 |

| Debreceni VSC | 1–0               | FC Levadia Tallinn |
| ------------- | ----------------- | ------------------ |
| Coulibaly 70' | (0–0) Jegyzőkönyv | Malov 24′, 80′     |

| Oláh Gábor utcai stadion, Debrecen Nézőszám: 9640 Játékvezető: Damir Skomina (szlovén) |

| 2009. augusztus 5. 20:15 |

| NK Maribor | 0–3               | FC Zürich                          |
| ---------- | ----------------- | ---------------------------------- |
|            | (0–2) Jegyzőkönyv | Djuric 21' Margairaz 45' Nikci 76' |

| Stadion Ljudski vrt, Maribor Nézőszám: 12 435 Játékvezető: Laurent Duhamel (francia) |

| 2009. augusztus 5. 20:45 |

| FK Partizan | 1–0               | APÓEL            |
| ----------- | ----------------- | ---------------- |
| Moreira 3'  | (1–0) Jegyzőkönyv | Broerse 29′, 89′ |

| Stadion Partizana, Belgrád Nézőszám: 23 867 Játékvezető: Matteo Trefoloni (olasz) |

| 2009. augusztus 5. 20:45 |

| Olimbiakósz           | 2–0               | ŠK Slovan Bratislava |
| --------------------- | ----------------- | -------------------- |
| Maresca 35' Diogo 56' | (1–0) Jegyzőkönyv |                      |

| Karaiszkákisz Stadion, Pireusz Nézőszám: 26 137 Játékvezető: Konrad Plautz (osztrák) |

| 2009. augusztus 5. 20:45 |

| Stabæk IF | 0–0             | FC København |
| --------- | --------------- | ------------ |
|           | ((Jegyzőkönyv)) |              |

| Telenor Arena, Oslo Nézőszám: 12 562 Játékvezető: William Collum (skót) |

Nem bajnokcsapatok
| 2009. augusztus 4. 20:00 |

| Sivasspor                                              | 3–1               | RSC Anderlecht |
| ------------------------------------------------------ | ----------------- | -------------- |
| Ersen Martin 12' Kamanan 19' (11-esből) Aydın Musa 58' | (2–1) Jegyzőkönyv | Van Damme 34'  |

| 4 Eylül, Sivas Játékvezető: Manuel Mejuto González (spanyol) |

| 2009. augusztus 4. 20:45 |

| Panathinaikósz                                     | 3–0               | AC Sparta Praha |
| -------------------------------------------------- | ----------------- | --------------- |
| José Sarriegi 45' Kacuránisz 54' Szalpingídisz 89' | (1–0) Jegyzőkönyv |                 |

| Olimpiai Stadion, Athén13 Nézőszám: 50 000 Játékvezető: Pedro Proença (portugál) |

| 2009. augusztus 4. 20:45 |

| FC Twente  | 1–1               | Sporting CP             |
| ---------- | ----------------- | ----------------------- |
| Douglas 2' | (1–0) Jegyzőkönyv | Wisgerhof 90+1' (öngól) |

| De Grolsch Veste, Enschede Nézőszám: 23 700 Játékvezető: Stéphane Lannoy (francia) |

| 2009. augusztus 5. 18:00 |

| FK Gyinamo Moszkva | 0–2               | Celtic FC                    |
| ------------------ | ----------------- | ---------------------------- |
|                    | (0–1) Jegyzőkönyv | McDonald 45' Szamarász 90+1' |

| Arena Himki, Himki14 Nézőszám: 13 753 Játékvezető: Jonas Eriksson (svéd) |

| 2009. augusztus 5. 19:30 |

| FC Timişoara | 0–0             | FK Sahtar Doneck |
| ------------ | --------------- | ---------------- |
|              | ((Jegyzőkönyv)) |                  |

| Stadionul Dan Păltinişanu, Temesvár Nézőszám: 25 000 Játékvezető: Terje Hauge (norvég) |

Megjegyzés
13A mérkőzést az athéni Olimpiai Stadionban játszották, mivel a Panathinaikósz stadionját, az Apósztolosz Nikolaídisz Stadiont átmenetileg arra cserélte át. 2010-től az Apósztolosz Nikolaídisz Stadion helyett valószínűleg a Marfin Stadionban fogja játszani hazai mérkőzéseit.
14A mérkőzést a himki Arena Himkiben játszották, mivel a Gyinamo Moszkva stadionja, a Gyinamo Stadion átépítés alatt áll.

## Rájátszás
| 1. csapat           | Össz.Tooltip Aggregate score | 2. csapat          | 1. mérk. | 2. mérk. |
| ------------------- | ---------------------------- | ------------------ | -------- | -------- |
| Bajnoki ág          |                              |                    |          |          |
| FC Sheriff          | 0–3                          | Olimbiakósz        | 0–2      | 0–1      |
| FC København        | 2–3                          | APÓEL              | 1–0      | 1–3      |
| PFK Levszki Szofija | 1–4                          | Debreceni VSC      | 1–2      | 0–2      |
| FC Salzburg         | 1–5                          | MK Makkabi Haifa   | 1–2      | 0–3      |
| FK Ventspils        | 1–5                          | FC Zürich          | 0–3      | 1–2      |
| Nem bajnoki ág      |                              |                    |          |          |
| Celtic FC           | 1–5                          | Arsenal FC         | 0–2      | 1–3      |
| FC Timişoara        | 0–2                          | VfB Stuttgart      | 0–2      | 0–0      |
| Sporting CP         | 3–3 (i.g.)                   | ACF Fiorentina     | 2–2      | 1–1      |
| Panathinaikósz      | 2–5                          | Atlético de Madrid | 2–3      | 0–2      |
| Olympique Lyonnais  | 8–2                          | RSC Anderlecht     | 5–1      | 3–1      |

### 1. mérkőzések
Bajnokcsapatok
| 2009. augusztus 18. 20:45 |

| FC Sheriff | 0–2               | Olimbiakósz           |
| ---------- | ----------------- | --------------------- |
|            | (0–0) Jegyzőkönyv | Dudu 46' Mítroglu 81' |

| Sheriff Stadion, Tiraspol Nézőszám: 12 500 Játékvezető: Martin Atkinson (angol) |

| 2009. augusztus 18. 20:45 |

| FC København | 1–0               | APÓEL            |
| ------------ | ----------------- | ---------------- |
| Pospěch 54'  | (0–0) Jegyzőkönyv | Haxhi 50′, 90+1′ |

| Parken Stadion, Koppenhága Nézőszám: 16 250 Játékvezető: Alain Hamer (luxemburgi) |

| 2009. augusztus 19. 20:45 |

| PFK Levszki Szofija | 1–2               | Debreceni VSC              |
| ------------------- | ----------------- | -------------------------- |
| Bardon 51'          | (0–1) Jegyzőkönyv | Bodnár 12' Czvitkovics 76' |

| Georgi Aszparuhov Stadion, Szófia Játékvezető: Laurent Duhamel (francia) |

| 2009. augusztus 19. 20:45 |

| FC Salzburg | 1–2               | MK Makkabi Haifa        |
| ----------- | ----------------- | ----------------------- |
| Zickler 57' | (0–1) Jegyzőkönyv | Gadir 22' Arbeitman 84' |

| Wals Siezenheim Stadion, Salzburg Játékvezető: Jurij Valerjevics Baszkakov (orosz) |

| 2009. augusztus 19. 20:45 |

| FK Ventspils | 0–3               | FC Zürich                              |
| ------------ | ----------------- | -------------------------------------- |
|              | (0–1) Jegyzőkönyv | Vonlanthen 12' Aegerter 55' Djuric 75' |

| Skonto stadions, Riga15 Játékvezető: Tom Henning Øvrebø (norvég) |

Nem bajnokcsapatok
| 2009. augusztus 18. 20:45 |

| Celtic FC | 0–2               | Arsenal FC                         |
| --------- | ----------------- | ---------------------------------- |
|           | (0–1) Jegyzőkönyv | Gallas 43' G. Caldwell 71' (öngól) |

| Celtic Park, Glasgow Nézőszám: 58 165 Játékvezető: Massimo Busacca (svájci) |

| 2009. augusztus 18. 20:45 |

| FC Timişoara | 0–2               | VfB Stuttgart                   |
| ------------ | ----------------- | ------------------------------- |
|              | (0–2) Jegyzőkönyv | Gebhart 28' (11-esből) Hleb 30' |

| Stadionul Dan Păltinişanu, Temesvár Nézőszám: 23 446 Játékvezető: Olegário Benquerença (portugál) |

| 2009. augusztus 18. 20:45 |

| Sporting CP                                      | 2–2               | ACF Fiorentina          |
| ------------------------------------------------ | ----------------- | ----------------------- |
| Vukčević 58' Miguel Veloso 66' Vukčević 12′, 59′ | (0–1) Jegyzőkönyv | Vargas 6' Gilardino 79' |

| Estádio José Alvalade, Lisszabon Nézőszám: 27 602 Játékvezető: Kassai Viktor (magyar) |

| 2009. augusztus 19. 20:45 |

| Panathinaikósz             | 2–3               | Atlético de Madrid                       |
| -------------------------- | ----------------- | ---------------------------------------- |
| Szalpingídisz 47' Leto 74' | (0–1) Jegyzőkönyv | Maxi Rodríguez 36' Forlán 63' Agüero 70' |

| Olimpiai Stadion, Athén16 Játékvezető: Felix Brych (német) |

| 2009. augusztus 19. 20:45 |

| Olympique Lyonnais                                                | 5–1               | RSC Anderlecht |
| ----------------------------------------------------------------- | ----------------- | -------------- |
| Pjanić 10' Lisandro López 15' (11-esből) Bastos 39' Gomis 42' 63' | (4–0) Jegyzőkönyv | Suárez 58'     |

| Stade de Gerland, Lyon Játékvezető: Wolfgang Stark (német) |

Megjegyzés
15A mérkőzést a rigai Skonto stadionsban játszották, mivel a Ventspils stadionja, a Ventspils Olimpiskais Stadions nem felel meg az UEFA előírásainak.
16A mérkőzést az athéni Olimpiai Stadionban játszották, mivel a Panathinaikósz stadionját, az Apósztolosz Nikolaídisz Stadiont átmenetileg arra cserélte át. 2010-től az Apósztolosz Nikolaídisz Stadion helyett valószínűleg a Marfin Stadionban fogja játszani hazai mérkőzéseit.

### 2. mérkőzések
Bajnokcsapatok
| 2009. augusztus 25. 20:45 |

| Debreceni VSC        | 2–0               | PFK Levszki Szofija |
| -------------------- | ----------------- | ------------------- |
| Varga 13' Rudolf 35' | (2–0) Jegyzőkönyv |                     |

| Puskás Ferenc Stadion, Budapest17 Nézőszám: 32 000 Játékvezető: Claus Bo Larsen (dán) |

| 2009. augusztus 25. 20:45 |

| MK Makkabi Haifa                     | 3–0               | FC Salzburg |
| ------------------------------------ | ----------------- | ----------- |
| Dvalisvili 31' Golasza 57' Gadir 90' | (1–0) Jegyzőkönyv |             |

| Ramat Gan Stadion, Ramat Gan18 Nézőszám: 31 700 Játékvezető: Bertrand Layec (francia) |

| 2009. augusztus 25. 20:45 |

| FC Zürich                | 2–1               | FK Ventspils |
| ------------------------ | ----------------- | ------------ |
| Vonlanthen 6' Abdi 90+2' | (1–1) Jegyzőkönyv | Ţîgîrlaş 8'  |

| AFG Arena, St. Gallen19 Nézőszám: 9050 Játékvezető: Terje Hauge (norvég) |

| 2009. augusztus 26. 20:45 |

| Olimbiakósz  | 1–0               | FC Sheriff |
| ------------ | ----------------- | ---------- |
| Mítroglu 82' | (0–0) Jegyzőkönyv |            |

| Karaiszkákisz Stadion, Pireusz Nézőszám: 27 633 Játékvezető: Alberto Undiano Mallenco (spanyol) |

| 2009. augusztus 26. 20:45 |

| APÓEL                                 | 3–1               | FC København |
| ------------------------------------- | ----------------- | ------------ |
| Kosowski 2' Mihaíl 18' (11-esből) 41' | (3–1) Jegyzőkönyv | N'Doye 22'   |

| GSzP Stadion, Nicosia Nézőszám: 21 133 Játékvezető: Konrad Plautz (osztrák) |

Nem bajnokcsapatok
| 2009. augusztus 25. 20:45 |

| RSC Anderlecht        | 1–3               | Olympique Lyonnais         |
| --------------------- | ----------------- | -------------------------- |
| Suárez 51' (11-esből) | (0–3) Jegyzőkönyv | Lisandro López 26' 32' 41' |

| Constant Vanden Stock Stadion, Brüsszel Nézőszám: 16 096 Játékvezető: Nicola Rizzoli (olasz) |

| 2009. augusztus 25. 20:45 |

| Atlético de Madrid           | 2–0               | Panathinaikósz |
| ---------------------------- | ----------------- | -------------- |
| Víntra 4' (öngól) Agüero 83' | (1–0) Jegyzőkönyv | Cissé 71′      |

| Vicente Calderón Stadion, Madrid Nézőszám: 29 910 Játékvezető: Pieter Vink (holland) |

| 2009. augusztus 26. 20:45 |

| Arsenal FC                                   | 3–1               | Celtic FC    |
| -------------------------------------------- | ----------------- | ------------ |
| Eduardo 28' (11-esből) Eboué 53' Arsavin 74' | (1–0) Jegyzőkönyv | Donati 90+2' |

| Arsenal Stadium, London Nézőszám: 59 962 Játékvezető: Manuel Mejuto González (spanyol) |

| 2009. augusztus 26. 20:45 |

| VfB Stuttgart | 0–0             | FC Timişoara |
| ------------- | --------------- | ------------ |
|               | ((Jegyzőkönyv)) |              |

| Mercedes-Benz Arena, Stuttgart Nézőszám: 27 500 Játékvezető: Roberto Rosetti (olasz) |

| 2009. augusztus 26. 20:45 |

| ACF Fiorentina | 1–1               | Sporting CP       |
| -------------- | ----------------- | ----------------- |
| Jovetić 54'    | (0–1) Jegyzőkönyv | João Moutinho 35' |

| Stadio Artemio Franchi, Firenze Nézőszám: 30 821 Játékvezető: Howard Webb (angol) |

Megjegyzés
17A mérkőzést a budapesti Puskás Ferenc Stadionban játszották, mivel a Debrecen stadionja, az Oláh Gábor utcai stadion nem felel meg az UEFA előírásainak.
18A mérkőzést a Ramat Gani Ramat Gan Stadionban játszották, mivel a Makkabi Haifa stadionja, a Kirjat Eliezer Stadion nem felel meg az UEFA előírásainak.
19A mérkőzést a St. Gallen-i AFG Arenában játszották, mivel a Zürich stadionja, a Letzigrund augusztus 28-án az IAAF Golden League atlétikai versenynek ad otthont.